# Tabil
Le tabil, tabel, tawabel à Blida, 'tabila' ou tabeul, en Tunisie est un mélange d'épices qui entre dans l'assaisonnement d'un grand nombre de plats en Tunisie. On le retrouve aussi dans quelques localités algériennes. 
Il s'agit d'une poudre que les femmes préparent traditionnellement chez elles durant l'été et en grande quantité, pour couvrir les besoins de la famille durant toute l'année.

## Dénomination et étymologie
Dans le sens littéral du terme, le mot tabel signifie, en dialecte maghrébin, « coriandre ». Cependant, plusieurs ingrédients entrent dans la composition de la poudre de tabel et les proportions sont propres à chaque famille.

## Origine
Le tabil provient à l'origine de la Tunisie et l'Est de l'Algérie (Algérie orientale).

## Composition/ingrédients
On y trouve typiquement de la coriandre, du carvi, de l'ail séché, de l'oignon séché et du piment fort séché. D'autres ingrédients peuvent être ajoutés, toujours suivant les traditions des cuisiniers, comme du cumin, du laurier, des clous de girofle, de la menthe, de la poudre de roses séchées, du sel ou du curcuma.

## Usage
En Algérie, le tabil est très utilisé pour la préparation de la chakchouka et des kaldi.